# Spiraeanthemum graeffei
Espèce
Classification phylogénétique
Statut de conservation UICN

 EN  : En danger
Spiraeanthemum graeffei est une espèce de plante du genre Spiraeanthemum et de la famille des Cunoniaceae.